# Teologia dogmática
A teologia dogmática é a parte da teologia cristã que trata, sistematicamente, do conjunto das verdades reveladas por Deus, isto é, do dogma e das verdades fundamentais a ele vinculadas, às quais se deve em primeiro lugar o assentimento da fé. 
Esta teologia está, em parte, englobada pela teologia sistemática.